# Winston (Durham)
Winston è un villaggio dell'Inghilterra, appartenente alla contea del Durham.